# Marque du domaine public

Marque du domaine public Creative Commons

Marque du domaine public Creative Commons (bouton)

La marque du domaine public (en anglais : Public Domain Mark, PDM) est un symbole utilisé pour indiquer qu’une œuvre est libérée des restrictions liées au copyright et au droit d’auteur et est ainsi dans le domaine public. Ce symbole est analogue au symbole « copyright » qui est habituellement utilisé pour indiquer qu’une œuvre est sous copyright, symbole souvent inclus dans la notice de copyright du droit d’auteur américain. La marque du domaine public a été développée par Creative Commons et est seulement une indication du statut d’une œuvre vis-à-vis du domaine public. En soi, et en droit américain, elle n’a pas valeur de publication dans le domaine public d’une œuvre sous copyright, comme peut l’être la licence CC0.
Le symbole a pour point de code Unicode U+1F16E 🅮 circled c with overlaid backslash  et a été ajouté dans la version 13.0 de Unicode en mars 2020.
Étant donné qu’il n’y a pas une seule définition du domaine public et que les lois relatives au droit d’auteur diffèrent selon les juridictions, une œuvre peut être dans le domaine public dans certains pays et être toujours couverte par le copyright dans d’autres (ce qui est appelé statut hybride). Il est ainsi délicat de faire état du statut juridique de nombreuses œuvres. Il est recommandé d’utiliser le PDM pour les œuvres qui sont libérées de toute restriction liée au copyright dans le monde entier.